# Chiste
Un chiste o chascarrillo es una narración oral o escrita breve, ficticia y humorística que es graciosa y suscita la risa. A veces también puede ser satírico, irónico, crítico o burlesco. 
Contiene un juego verbal o conceptual fundado en el humor, capaz de provocar la risa, y a diferencia del apólogo, la fábula o la parábola, no pretende moralizar o enseñar, sino solo divertir o distraer. Muchas veces se presenta ilustrado por un dibujo (chiste gráfico) y constituye uno de los principales géneros jocosos.
Por lo general, se considera que los chistes se benefician de la brevedad, ya que no contienen más detalles que los necesarios para preparar la escena para el remate final. En el caso de los chistes de adivinanzas o de una sola línea, el escenario se entiende implícitamente, dejando solo el diálogo y el remate para ser verbalizado. Sin embargo, la subversión de estas y otras pautas comunes también puede ser una fuente de humor: las historias sin ton ni son son una clase propia de anti-chiste; aunque se presenta como un chiste, contiene una larga narración del tiempo, el lugar y el personaje, divaga a través de muchas inclusiones sin sentido y, finalmente, no ofrece un remate. Los chistes son una forma de humor, pero no todo el humor es un chiste. Algunas formas de humor que no son chistes verbales son: el humor involuntario, el humor de situación, las bromas pesadas y las anécdotas.
Se debe distinguir de la broma, que consiste en crear una situación cómica a partir de una persona, una situación o un evento real, mientras que un gag difiere del chiste en que el humor no es verbal, sino visual, como en el caso del tartazo o lanzamiento de pasteles o tortas de crema a la cara de alguien, característico de la comedia de tipo slapstick.

## Historia
La más antigua compilación occidental de chistes es el Philogelos, una antología en griego de 265 chistes reunidos en un manuscrito del siglo IV o siglo V. En España, las primeras compilaciones de chistes se encuentran en el género renacentista de las misceláneas del siglo XVI y siglo XVII, de ámbito especialmente cortesano, destacando en especial Pero Mexía, quien los agrupó por temas[cita requerida], entre muchos otros entre los que cabe mencionar a Juan Timoneda. Algunos poetas cultivaron especialmente este tipo de divertimentos cortesanos, como por ejemplo Baltasar del Alcázar. Denominados también como sales o facecias, en el siglo XVIII y siglo XIX suelen ponerse en verso y publicarse en forma de libro o en la prensa como epigramas, constituyendo una parte muy importante de la literatura de entretenimiento y ocupando con frecuencia una parte de la producción de los escritores en verso (por ejemplo, el Cementerio de Momo de Francisco Martínez de la Rosa). En el siglo XIX se extiende especialmente el cultivo del non sense inglés. Los primeros humoristas profesionales del siglo XX escribieron enormes compilaciones de los mismos, como por ejemplo las varias que imprimió Luis Esteso López de Haro, quien llegó a reunir unos seis mil.

## Estructura de un chiste
La mayoría de los chistes tiene dos partes: la introducción (por ejemplo, "Un hombre entra a un bar...") y una gracia, que unida con la introducción provoca una situación graciosa que hace reír a la audiencia.

## Génesis del chiste

### Teorías psicológicas de las bromas y su estudio

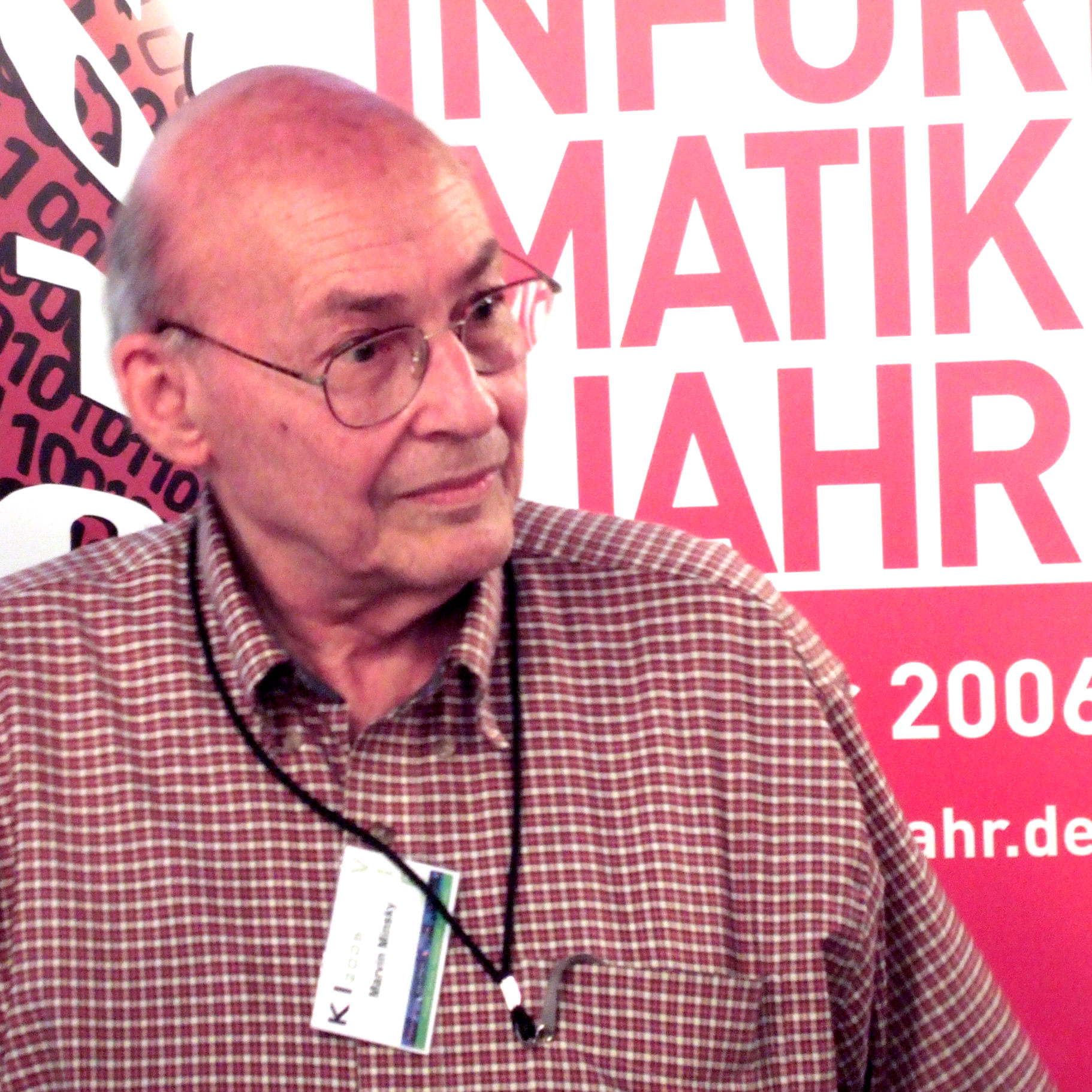
Marvin Minsky

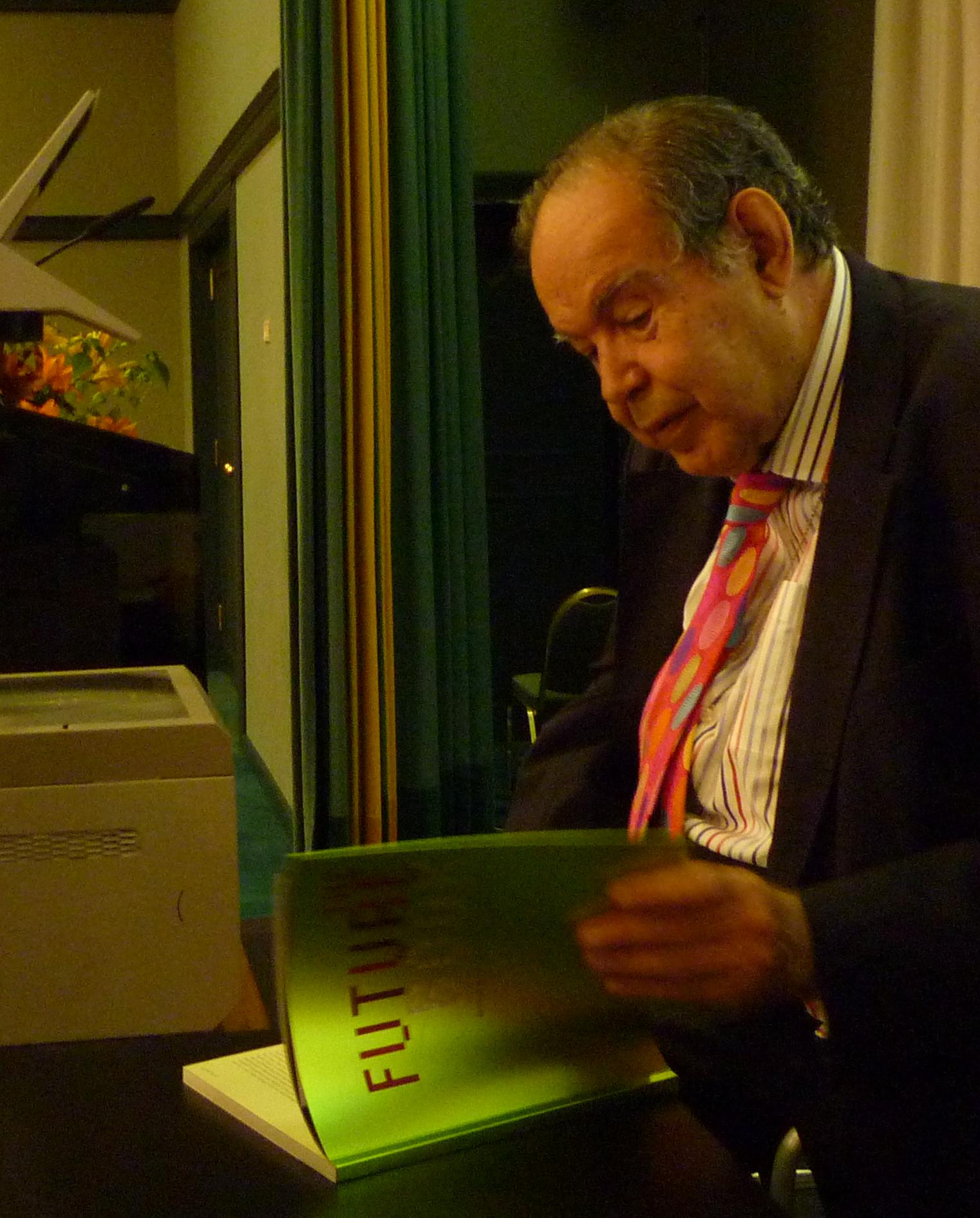
Edward de Bono

Por qué nos reímos ha sido estudiado en numerosas ocasiones por expertos en el campo de la psicología, es el caso de:
- Society of Mind (La sociedad de la mente), obra de Marvin Minsky. Minsky sugiere que la carcajada tiene una función específica que se relaciona con el cerebro humano. Opina que los chistes y la risa constituyen mecanismos que utiliza el cerebro para aprender el absurdo. Por este motivo, argumenta que un chiste, después de escucharlo varias veces, ya no es divertido.
- The mechanism of the mind («El mecanismo de la mente») y I am right, you are wrong («Yo tengo razón, tú estás equivocado») de Edward de Bono. De Bono sugiere que la mente es una máquina que trabaja formando patrones, y que funciona reconociendo historias y conductas para ponerlas en patrones familiares. Cuando una conexión familiar se interrumpe, y alternativamente un vínculo nuevo e inesperado se produce en el cerebro por una ruta distinta a la esperada, se origina la risa con la nueva conexión. Esta teoría explica bastante acerca de los chistes. Por ejemplo:
  - Por qué un chiste solo es gracioso cuando se oye por primera vez: una vez que se oyó una vez, se origina el patrón de reconocimiento, por lo que no puede haber nuevas conexiones, y por lo tanto no hay risa.
  - Por qué los chistes tienen un inicio elaborado y a menudo repetitivo: La repetición establece el patrón familiar en el cerebro. Un método usual es decir casi la misma historia dos veces para luego decir la parte graciosa la tercera vez que se cuenta la historia. Las primeras dos veces de la historia evocan un patrón familiar en el cerebro, y de este modo preparan el cerebro para la parte cómica.
  - Por qué los chistes con frecuencia recurren a estereotipos: el uso de estereotipos crea un nexo con una conducta familiar esperada, ahorrando tiempo en la introducción del chiste.
  - Por qué hay variedades de historias bien conocidas (por ejemplo, el genio de la lámpara): esto ahorra tiempo en la introducción y establece un patrón familiar.

#### Teoría del chiste según Freud

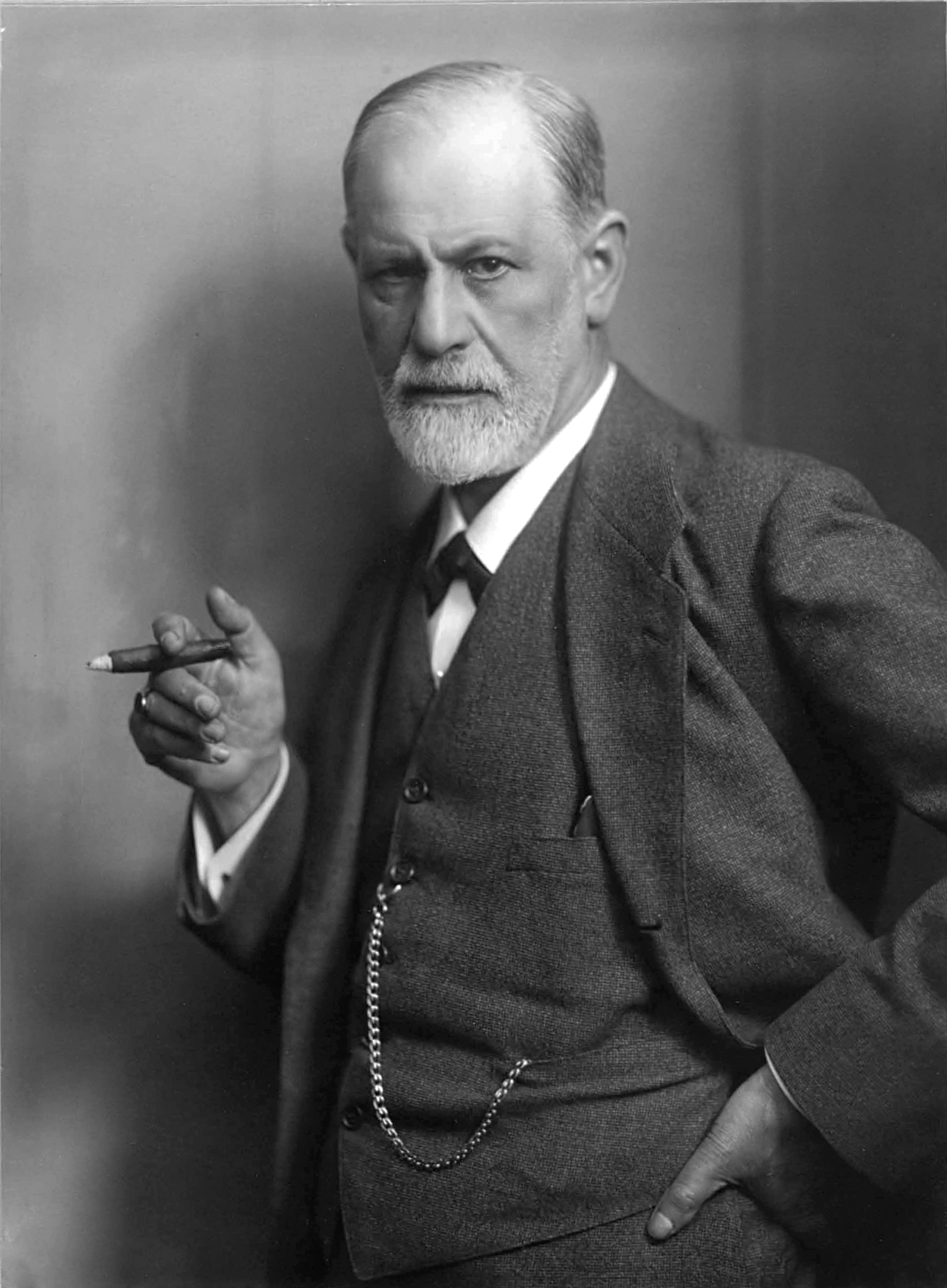
Sigmund Freud escribió sobre el significado de los chistes.

Freud señala que el chiste, junto con los actos fallidos, es una de las formas como las representaciones pueden emerger al consciente de una manera desfigurada en hechos que trascienden nuestra vida diaria.
Los actos fallidos son acciones causales y somáticas y actos u operaciones fallidas que tienen un sentido (llevan un mensaje) y un propósito (cumplen una función), resultado de un conflicto intra psíquico por una lucha de fuerzas, en el aparato psíquico, de representaciones inconscientes (reprimidas), que quieren devenir conscientes, contra las representaciones conscientes (manifiestas). Esta lucha de fuerzas produce una interferencia entre la representación consciente (perturbadora) y la representación inconsciente (perturbada), produciéndose un refrenamiento y sofocación. Así, se suscita una transacción entre sistemas (Consciente-Inconsciente) sin éxito ni fracaso de ninguno.
Lo anterior produce muchos comportamientos apreciables, como ser el olvido de nombres propios, en el que no solo se olvida, sino que se recuerda erróneamente y acuden a la conciencia nombres sustitutivos, que persisten con tenacidad. De aquí que Freud deduce que existe una determinada conexión con el nombre erróneo y el olvidado. A veces, el nombre es olvidado como garantía de propósito. Lo mismo se aplica al olvido de palabras extranjeras y de series de palabras. De igual manera se producen las equivocaciones orales o lapsus linguae, en los que la equivocación obedece a la perturbación causada por una idea reprimida o semirreprimida, extraña a la que se quiere expresar; puede ocurrir por sustitución de palabra o por semejanza o similicadencia.
En cualquier caso, la perturbación ocurrida intenta evitar que despierte el recuerdo de una sensación penosa o desagradable. Y lo que nunca falta en toda clase de equivocaciones (orales, escritas, de lectura, de nombres, de acciones, olvidos, etc.) es la palabra o idea perturbadora, sea cualquiera la causa de que proceda, la que impide a una representación inconsciente devenir consciente.
Estos recuerdos que pueden causar displacer se presentan como sustitutivos de otras impresiones y abarcan toda la vida del individuo, no están presentes en la memoria, pero son evocados por sucesos en el instante o historia del individuo y es así que desean exteriorizarse y en ese proceso son perturbados. Dichos recuerdos son los denominados recuerdos infantiles encubridores, los cuales no son exclusivamente visuales y en ninguno se observa a la propia persona.
En el caso del chiste, Freud halla que un fenómeno que ocurre es el de condensación, que consiste en la fusión de dos palabras formando una sola, y por ese motivo, aunque se trate de una equivocación, resulta chistosa; como en el caso de Heine y la palabra "familionar", en la que el sujeto quiere decir "familiarmente", pero que se perturba con la idea de que esa familiaridad solo le es posible a un "millionario" y ello motivó a la fusión de palabras.
También se aprecia otro elemento en los chistes: el desplazamiento, para lo cual Freud alude a un sinfín de ejemplos. El desplazamiento conduce, por lo general al sofismo o a la simpleza. A la vez, puede haber chistes que emplean un material en otro sentido, juego de palabras de doble sentido con alusión o encubrimiento de idea. Y la gracia del chiste no se encuentra en el pensamiento expresado, sino en la idea latente o en el propósito que lleva. Todos estos y los de formación verbales subordinan al concepto de formación de sustitutivos.
El chiste trae consigo la consecución de placer, lo que puede deducirse del hecho que obedece a la satisfacción de la tendencia (hostilidad u obscenidad). Por ello, el chiste produce regocijo al vencer un obstáculo exterior y uno interior. En este último la aportación de placer obedece a una economía de gasto psíquico y al ahorro de la coerción.
Fácilmente puede observarse, en el chiste, cómo el deseo se realiza, disfrazando la intención para burlar a la censura y vencer la coerción. Siguiendo a Freud, la relación que aparece entre el chiste y el sueño es que, en ambos, se presentan los mismos fenómenos: desplazamiento, condensación, elaboración inconsciente, etc.; aunque una gran diferencia entre el sueño y el chiste es que surgen en dominios diferentes de la vida anímica y en lugares del sistema psicológico muy alejados uno del otro: el sueño busca satisfacer una necesidad y ahorrar displacer, mientras que el chiste busca conseguir placer.

## Tipos de chistes
Sobre los tipos del chiste, Freud distingue el chiste inocente (que encuentra un fin en sí mismo y mantiene un juego de palabras) y el chiste tendencioso que a la vez es hostil o agresivo y obsceno o erótico. La relación entre el chiste erótico del meramente sucio se encuentra en la asimilación infantil de las funciones sexuales y las de defecación, sustituyendo en estos chistes, como en los hostiles, la agresión de palabra a la de obra.
A los chistes inocentes o no intencionales, en el sentido que les dio Freud, se les llama «chistes blancos» (o «chistes de salón») sin ningún tipo de ofensa verbal. Así mismo, a los chistes tendenciosos popularmente, dependiendo de su grado de malicia o vulgaridad contenida o cuando mencionan un contenido sexual u obsceno, se han denominado «chistes rojos» o «chistes verdes». 
Los chistes tendenciosos que hacen burla de enfermedades, discapacidades o la muerte se denominan "chistes negros" o del llamado humor negro.

## El chiste como mecanismo de la violencia
Los chistes son uno de los mecanismos y pretextos más comunes de acoso o violencia verbal en la escuela (acoso escolar) o el trabajo (acoso laboral) y a través de redes sociales Internet (ciberacoso), usado por los abusivos para imponerse sobre los acosados haciendo referencia a ellos usando chistes tendenciosos hostiles o agresivos al contener expresiones ofensivas incorporadas a una situación graciosa que los humilla o denigra. De esta manera los chistes contienen y trasmiten estereotipos y prejuicios y desencadenan actitudes discriminatorias aunque sean discursivas y simbólicas.
Las bromas en forma verbal directa o a través de los mensajes vía internet (sms o Twitter) y en redes sociales, son poderosos y sutiles medios que impunemente, la mayoría de la veces, logran ser atendidos o "escuchados". Con la excusa del chiste logran en muchos casos ser poderosos mecanismos de violencia usados en muchos campos, político, entre géneros, racistas, etc.
Con la intención de evitar este tipo de violencia nace el humor «políticamente correcto» que tiene como misión hacer reír al público sin ofender a alguien con ello.

## Estereotipos comunes en los chistes
Los chistes generalmente operan con estereotipos (que no deben confundirse con arquetipos) o son formas extremadamente ricas de abordar la identidad estereotipada y estos chistes son generalmente tendenciosos agresivos —siguiendo la clasificación de Freud— y por lo tanto debe referirse a una diferencia construida en condiciones históricas de polémica.
No todos los estereotipos son negativos y en algunos chistes se destaca la presunta inteligencia o sagacidad y capacidad de seducción de un grupo humano determinado.
- Estereotipos sexuales o de género: representan los rasgos de masculinidad o femineidad que la cultura popular o la tradición atribuye a cada género. Los chistes con este estereotipo se consideran "sexistas" o " machistas". Puede incluirse en esta categoría a los chistes sobre personajes que representan homosexuales o las mujeres rubias.
- Estereotipos étnicos: basados en los rasgos atribuidos por raza o nacionalidad que pueden ser negativos o positivos.
- Estereotipos regionales o nacionales: generalmente son los que en cada región o país representan un rasgo o defecto como la avaricia, ingenuidad, estupidez o ignorancia:
  - En España los leperos, habitantes de Lepe en la provincia de Huelva, se utilizan para representar personajes burdos o brutos. Algo similar ocurre en las islas Canarias con los gomeros, procedentes de la isla de La Gomera. En América Latina con el mismo fin se representa a los gallegos. [5]
  - En Guatemala Don Chebo es el personaje en la tradición oral que se usa para representar a cualquier hombre adulto que en general es muy ingenuo.
  - En Colombia y en Ecuador el estereotipo es atribuido en los chistes a los pastuzos, habitantes de San Juan de Pasto.
  - En España, Perú, México y Argentina el personaje ingenuo o infantil es llamado Pepito o Pepita o "Jaimito". En Colombia es "Juanito". También se alude a la "mamá de Pepito" para los chistes acerca de los chistes sobre un personaje ingenuo o nada sagaz en situaciones chistosas con su madre. En Venezuela son muy comunes las historias de Jaimito.
  - En Argentina y Brasil el personaje ingenuo o ignorante puede ser el gaucho.
  - En Estados Unidos y otros países angloparlantes, los polacos suelen protagonizar los chistes.
  - En Australia suelen ser los tasmanos.
  - En Reino Unido, Australia y Nueva Zelanda se suelen meter con los irlandeses.
  - En Irlanda con los habitantes del Condado de Kerry.
  - En Francia hacen alusión a los belgas.
  - En Nueva Zelanda con los maoríes o con los habitantes de West Coast.
  - En Nigeria con los Hausa.
  - En Tayikistán con los habitantes de Uzbekistán.
  - En Alemania con los Frisios.
  - En Brasil con los portugueses.
  - En Suecia con los finlandeses.
  - En Italia con los napolitanos o con los carabineros.[6]
  - En la Antigua Grecia con los habitantes de Abdera.[7]
  - En Canadá con los habitantes de Terranova.
- Estereotipo de hombre poderoso, fuerte o brutal: son los representados por personajes de ficción televisiva o fílmica usándose tanto el nombre del personaje, como por ejemplo Rambo, o el de un actor que interpreta ese tipo de roles usualmente denotando su encasillamiento, como por ejemplo el actor Chuck Norris.

- Personajes ilógicos u objetos inertes: representan rasgos o conductas humanas para causar rima o chiste.

- Estereotipos por oficios, profesión o trabajo: Son los que representan por ejemplo los médicos, abogados, políticos, policías, entre otros. Por lo general los chistes tratan sobre sus comportamientos con exageración e ironía y sentido humorístico en el contexto del personaje.

- Estereotipos por conductas: El borracho o el drogadicto, es decir un personaje que bajo los efectos del licor o una sustancia estimulante, sirve para relatar con ironía y exageración anécdotas o situaciones jocosas derivadas de los comportamientos en ese estado.
- Estereotipos por defectos o rasgos negativos y enfermedades: los personajes tartamudos, con tics nerviosos o con labio leporino, entre otros, son frecuentes protagonistas de chistes tendenciosos y crueles